# Fábio Beretta
Fábio Beretta Rossi Jr (ur. 18 kwietnia 1986 roku w São Paulo) – brazylijski kierowca wyścigowy.

## Kariera
Beretta rozpoczął karierę w międzynarodowych wyścigach samochodowych w 2004 roku od startów w Brazylijskiej Formule Ford 100, gdzie został sklasyfikowany na szóstej pozycji w klasyfikacji generalnej. W późniejszych latach Brazylijczyk pojawiał się także w stawce Brazylijskiej Formuły Renault 2.0, Południowoamerykańskiej Formuły 3, Włoskiej Formuły 3000 oraz Euroseries 3000.

## Statystyki
| Sezon | Seria                           | Zespół            | Wyścigi | Zwycięstwa | PP | NO | Podium | Punkty | Pozycja |
| ----- | ------------------------------- | ----------------- | ------- | ---------- | -- | -- | ------ | ------ | ------- |
| 2004  | Brazylijska Formuła Ford 1800   |                   |         |            |    |    |        |        | 6       |
| 2005  | Brazylijska Formuła Renault 2.0 | Dragão Motorsport | 14      | 0          | 0  | 0  | 1      | 44     | 13      |
| 2006  | Południowoamerykańska Formuła 3 | Dragão Motorsport | 16      | 0          | 0  | 0  | 1      | 36     | 7       |
| 2007  | Południowoamerykańska Formuła 3 | Bassani Racing    | 16      | 0          | 0  | 0  | 2      | 20     | 11      |
| 2008  | Euroseries 3000                 | Bull Racing       | 9       | 0          | 0  | 0  | 0      | 17     | 7       |
| 2008  | Włoska Formuła 3000             | Bull Racing       | 8       | 0          | 0  | 0  | 0      | 15     | 9       |